# Clementine Ford
Pour les articles homonymes, voir Clémentine (homonymie) et Ford (homonymie).
Clementine Ford (née le 29 juin 1979) est une actrice américaine principalement connue pour son rôle de Molly Kroll dans les cinquième et sixième saisons de la série The L Word. En avril 2009, elle a rejoint la distribution des Feux de l'amour dans le rôle de Mackenzie Browning.

## Vie personnelle
Clementine Ford est la fille de l'actrice Cybill Shepherd et de David Ford. En 2009, elle fait son coming out, en tant que bisexuelle, puis affirme quelque temps plus tard avoir une relation avec la chanteuse Linda Perry, relation terminée en 2011, Linda Perry s'affichant avec Sara Gilbert. En 2014 elle donne naissance à son premier enfant.

## Filmographie

### Cinéma
- 1999 : American Pie de Paul et Chris Weitz : Une informaticienne
- 2000 : Cherry Falls : Annette Duwald
- 2000 : American Girls (Bring It On) : New Pope Cheerleader # 2
- 2004 : Last Goodbye : Agnès Shelby
- 2014 : Girltrash: All Night Long : Xan

### Télévision
- 1998 : Cybill (série télévisée, 2 épisodes) : Leah
- 2003 : Preuve à l'appui (Crossing Jordan) (série télévisée) : Une jeune femme
- 2004 : Dr House (House M.D.) (série télévisée) : Samantha Campbell
- 2007-2009 : The L Word (série télévisée, 9 épisodes) : Molly Kroll
- 2009 : Les Feux de l'amour (The Young and the Restless) (série télévisée) : Mackenzie Browning

## Récompenses
- Miss Golden Globe (1998)[4]